# セキスイハウス ファミリーアワー ゆかいな音楽会
『セキスイハウス ファミリーアワー ゆかいな音楽会』（セキスイハウス ファミリーアワー ゆかいなおんがくかい）は、1976年4月7日から1977年3月30日までTBS系列局で放送されていたTBS製作の音楽番組である。全46回。積水ハウスの一社提供（提供クレジット表記は「セキスイハウス」）。放送時間は毎週水曜 19:30 - 20:00（日本標準時）。

## 概要
神津善行・中村メイコ夫妻が司会を務めていた公開音楽番組。アットホームなムードと神津の分かりやすく軽快なトークで、音楽を身近なものにしようというコンセプトで行われていた。神津・中村が夫婦で初めて司会をした番組であり、彼らの子供である神津カンナ（神津かんな名義で出演）・神津はづき・神津善之介もレギュラーを務めていた。カンナ・はづき・善之介姉弟にとっては、この番組が初のテレビ出演となった。

## 構成
- オープニングでは、ファンファーレと共に「セキスイハウス ファミリーアワー」のロゴが出た後、「ゆかいな音楽会」のロゴアニメーションが緑色で表示され、続いて神津の顔を模した4分音符のアニメーションが画面右下に流れ落ちると、当日のサブタイトルが表示され、CM→本編と続いた。
- エンディングの後には「セキスイハウス ハウジングコーナー」と題したインフォマーシャルが挿入され、その後にアナウンサーが次回予告と提供アナウンス[3]を行い、「ゆかいな音楽会 おわり TBS」と書かれたエンドカードが出て終了した。

## 放送リスト
| 回 | 放送日        | サブタイトル                                    | 主なゲスト                                   |
| -- | ------------- | ----------------------------------------------- | -------------------------------------------- |
| 1  | 1976年 4月7日 | ヨシユキ・メイコのメニューをどうぞ              | 菅原洋一、由紀さおり                         |
| 2  | 4月14日       | 新結成！デューク・ダックス？であります          | デューク・エイセス、ダーク・ダックス         |
| 3  | 4月21日       | ラブレター一筆まいらせ候                        | 菅原洋一、由紀さおり                         |
| 3  | 5月5日        | 欽ちゃんのバカウケ音楽会PART1                   | 萩本欽一                                     |
| 4  | 5月12日       | 欽ちゃんのバカウケ音楽会PART2                   | 萩本欽一                                     |
| 5  | 5月19日       | 楽器ひとつで…ズバリ性格診断！                   | 今陽子、和田アキ子                           |
| 6  | 5月26日       | 今夜は8時でおやすみなさい                       | 石川さゆり、雪村いづみ、マリア・セラ         |
| 7  | 6月9日        | 北島三郎オペラに挑戦                            | 北島三郎、島田祐子                           |
| 8  | 6月23日       | 別れ…そして女の涙はホンモノか！                 | 八代亜紀、内藤やす子                         |
| 9  | 6月30日       | 華麗なる女のパワー                              | いしだあゆみ、マッハ文朱                     |
| 10 | 7月7日        | 美しい梅雨ってあるかしら？                      | 山口百恵                                     |
| 11 | 7月14日       | あなたはミュージカルスターになれるか？          | フォーリーブス                               |
| 12 | 7月21日       | 前代未聞！浪花節でオーケストラに挑戦            | 小沢昭一、いしだあゆみ                       |
| 13 | 7月28日       | ？                                              | ？                                           |
| 14 | 8月4日        | モノマネ上手が歌上手                            | 森昌子、ピーター                             |
| 15 | 8月11日       | なに？これもCMソング                            | 朝丘雪路、松崎しげる                         |
| 16 | 8月25日       | アデュー夏休み！ふるさとの歌'76                 | 都はるみ                                     |
| 17 | 9月1日        | パパが泣く…娘の嫁ぐ日                           | ダーク・ダックス                             |
| 18 | 9月8日        | 初公開！秀樹サウンズの神髄                      | 西城秀樹、斎藤こず恵                         |
| 19 | 9月15日       | 大衆は下品な演奏がお好き？                      | 細川たかし、今陽子                           |
| 20 | 9月22日       | ？                                              | ？                                           |
| 21 | 9月29日       | いま話題のタカラヅカ                            | 高宮沙子                                     |
| 22 | 10月6日       | ファッショナブルひろみ                          | 郷ひろみ                                     |
| 23 | 10月13日      | 音楽で教える、新婚生活                          | 和田アキ子                                   |
| 24 | 10月20日      | 盗作…かな                                       | 伊東ゆかり                                   |
| 25 | 10月27日      | これも…音楽                                     | ペドロ&カプリシャス                          |
| 26 | 11月3日       | エルビス・プレスリーなのだ！                    |                                              |
| 27 | 11月10日      | 激突！前妻対司会！                              | 水前寺清子                                   |
| 28 | 11月17日      | わらべ歌にもあるオーメン！                      | 島田祐子                                     |
| 29 | 12月1日       | すてゼリフの名人？                              | 森繁久彌、弘田三枝子                         |
| 30 | 12月8日       | 五郎ちゃんとアルゼンチンの歌姫                  | 野口五郎                                     |
| 31 | 12月15日      | いじ悪じいさん登場！神津一刀流 歌謡曲の謎を解明 | 朝丘雪路                                     |
| 32 | 12月22日      | 行け！世界最後グビキマゴラー                    | フォーリーブス、フィンガー5                  |
| 33 | 12月29日      | 奇想天外楽しい！第9交響曲                       | 五十嵐喜芳、島田祐子                         |
| 34 | 1977年 1月5日 | 花びらとメダカ                                  |                                              |
| 35 | 1月12日       | 名コック！神津善行                              | 由紀さおり、木の実ナナ                       |
| 36 | 1月19日       | 水曜ロードショー？                              | 芹洋子、今陽子                               |
| 37 | 1月26日       | 吟遊詩人からフォークまで                        | かまやつひろし                               |
| 38 | 2月2日        | キンキンのギンギンコンサート                    | 愛川欽也                                     |
| 39 | 2月9日        | 嗚呼！花の同級生                                | 菅原洋一、岡崎友紀                           |
| 40 | 2月16日       | 鮮烈！サブちゃん コーラス軍団と対決             | 北島三郎、いしだあゆみ                       |
| 41 | 2月23日       | ドリフ、花のミュージシャン、ワオー              | ザ・ドリフターズ                             |
| 42 | 3月2日        | マチャアキとかわいい恋人                        | 堺正章                                       |
| 43 | 3月9日        | ブギウギ・サウンズの対決                        | ダウン・タウン・ブギウギ・バンド、石川さゆり |
| 44 | 3月16日       | 本邦初公開 ベートーベンもびっくり！             | ちあきなおみ                                 |
| 45 | 3月23日       | 演歌森進一がウケる秘密                          | 森進一、チャーリー石黒                       |
| 46 | 3月30日       | 百恵ちゃんの中国語入門                          | 山口百恵、テレサ・テン                       |

- 1976年11月24日は『WBC世界ジュニアフェザー級タイトルマッチ』中継（ロイヤル小林×廉東均。19:30 - 20:55)のため休止。それ以外の放送休止日は、全てプロ野球中継（当時は19:30 - 20:55）による[4]。
- 1976年7月28日放送分と同年9月22日放送分は、いずれも予定されていたプロ野球中継（前者は「中日×巨人、後者は大洋×巨人）が雨天中止になったために編成[4]。

## 放送局
特記の無い限り全て放送時間は水曜 19:30 - 20:00、同時ネット。
- TBS
- 北海道放送[5]
- 秋田放送：土曜 17:00 - 17:30[6]
- 山形放送：土曜 17:00 - 17:30[7]
- 東北放送[8]
- 福島テレビ[8]
- 新潟放送[9]
- 北陸放送：金曜 19:00 - 19:30[10]
- 静岡放送[11]
- テレビ山梨[11]
- 信越放送：土曜 17:20 - 17:50（1976年6月5日スタート）[12]
- 中部日本放送[13]
- 毎日放送[14]
- 山陰放送[15]
- 山陽放送[16]
- 中国放送[16]
- テレビ山口[17]
- テレビ高知[18]
- RKB毎日放送[19]
- 長崎放送[19]
- 熊本放送：火曜 18:00 - 18:30[19]
- 大分放送[17]
- 宮崎放送[20]
- 南日本放送[20]
- 琉球放送[21]